# Elizabeth Delacour-Bonnamour
Elizabeth Delacour-Bonnamour, née le 4 juillet 1833 à Angerville et morte le 2 novembre 1923 à Vernon, est une compositrice et pianiste française.

## Biographie
Élisabeth-Sophie Bonnamour naît le 4 juillet 1833 à Angerville.
Épouse Delacour, elle est domiciliée rue Sainte Geneviève à Vernon où elle donne des cours de piano.

## Œuvres
- L'élégante Polka-mazurka, 1859
- Polka de la photographie des arts d’Arcachon, piano, 1875
- Variations sur l’air de « La mère Michel », piano, 1888
- Gavotte-Blanche, piano, 1888
- Minuetto pour piano, 1890
- L'éolienne – Polka de salon pour piano, opus 3, 1898
- La saison des nids, mélodie, 1901
- Mignonne donne-moi tes yeux, mélodie, 1901
- La sans-souci – Polka, piano, 1904